# Henry Bressolier
Henry Bressolier, né le 7 avril 1922 à Troyes (Aube) et mort le 23 mai 1999 à Albi (Tarn), est un homme politique français.

## Biographie
Agent de maîtrise à l'usine albigeoise de la Viscose, Henry Bressolier s'impose lors des élections législatives de juin 1968 devant le député socialiste sortant André Raust.
Il siège à l'Assemblée nationale dans le groupe UDR. Candidat en mars 1973, il est battu par le socialiste André Billoux.

## Détail des fonctions et des mandats
Mandat parlementaire
- 30 juin 1968 - 1er avril 1973 : Député de la 1re circonscription du Tarn